# Březnová vyjednávání

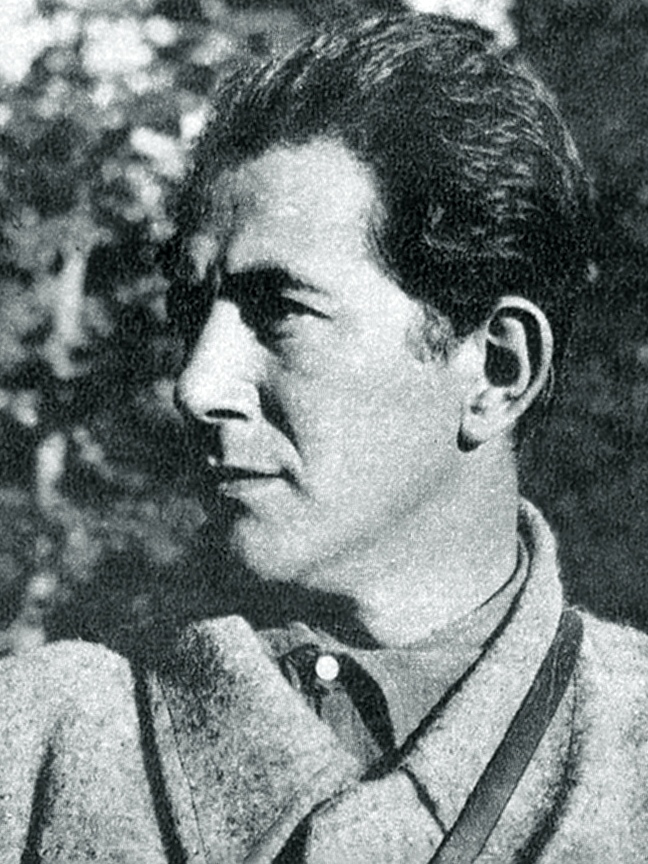
Partyzánskou stranu při vyjednávání zastupoval Milovan Đilas.

Březnová vyjednávání (srbochorvatsky Мартовски преговори/Martovski pregovori) jsou kontroverzní kapitolou druhé světové války na území balkánského poloostrova. 
Iniciovali je představitelé NOVJ (partyzánské armády) a představitelé německé armády v rámci Nezávislého státu Chorvatsko. Uskutečnily se v březnu 1943 během bitvy na Neretvě. Jugoslávští partyzáni chtěli vyjednat časový odklad útoku německých vojsk (tzv. Fall Weiss) na partyzánskou armádu do doby, než překonají řeku Neretvu, aby mohli zaútočit na svého hlavního ideového nepřítele, četniky Dragoljuba Mihailoviće. K jednáním došlo poté, co partyzáni zajali německého důstojníka Arthura Streckera a Němci jej chtěli zpět. Zástupci obou stran se sešli nejprve v Gornjem Vakufu, později jednali v Sarajevu a nakonec v Záhřebu. Kromě vyjednávání o výměně zajatců se však otevřela i některá další témata.
Německý vyjednávací tým tvořili Hans Ott, Hans Heyss, Alfred Heinrich; za partyzánskou stranu jednali Vladimir Velebit, Milovan Đilas a Mihovil Tartalja Miša. Komunistická internacionála v Moskvě počínání jugoslávských partyzánů odsoudila. Tehdejší generální tajemník Georgi Dimitrov žádal od Tita vysvětlení a obával se, že by Němci mohli využít vyjednávání k rozklížení partyzánského vojska.  
V období rozhovorů platilo neformální příměří[zdroj?], které mezi Němci a partyzány trvalo cca 6 týdnů. Bylo následně ukončeno přímým nařízením, které vydal Adolf Hitler.[zdroj?] Výměny zajatců, ke kterým docházelo mezi Němci a partyzány už o několik měsíců dřív, pokračovaly v závěru roku 1943 a byly rovněž uskutečňovány až do konce války v květnu 1945. 

## Historiografie
Skutečnost, že mezi oběma stranami byla vedena jednání, byla dlouhou dobu tajná. V roce 1949 se o nich poprvé zmínil Stephen Clissold ve své knize Whirlwind: An Account of Marshal Tito's Rise to Power. Následovala německá publikace Die Geheime Front, Organisation, Personen und Aktionen des deutschen Geheimdienstes, která byla vydána v roce 1950. V samotné Jugoslávii o nich poprvé napsal Ilija Jukić ve své knize Pogledi na prošlost, sadašnjost i budućnost hrvatskog narodna (Pohled na minulost, současnost a budoucnost chorvatského národa). Jukić měl možnost nahlédnout do archivů německého ministerstva zahraničí. Sám ale knihu vydal v Londýně. Oficiální pověření k zmapování všech vyjednávání získal roku 1967 tamní historik Mišo Leković. S německými materiály pak také pracoval Ivan Avakumović. 
V roce 1973 vydal Američan Walter Roberts publikaci s názvem Tito, Mihailović, and the Allies, 1941–1945, která obsahovala kapitolu o březnových vyjednáváních. Jugoslávská vláda byla vydáním této knihy pobouřena a zaslala protestní dopis americkému ministerstvu zahraničí. V knize měl údajně Roberts postavit jugoslávskou partyzánskou armádu na stejnou roveň s četniky Dragoljuba Mihailoviće. Kniha navíc určila Milovana Đilase, jako hlavního vyjednavače za partyzánskou stranu. V roce 1978 existenci jednání přiznal sám Tito, nicméně je označil jako pouhou snahu partyzánů získat status oficiální armády. V závěru 80. let bylo zveřejněno mnohem více materiálů, včetně původní studie Miši Lekoviće, která nemohla spatřit světlo světa. 